# Beryl McBurnie
Beryl Eugenia McBurnie (Port-of-Spain, 2 de novembro de 1915 – Port-of-Spain, 3 de março de 2000) foi uma dançarina trinitária que dedicou sua vida à dança, tornando-se uma das maiores influências para a cultura popular de Trinidad. Beryl McBurnie promoveu a cultura e as artes de Trinidad e Tobago principalmente em suas atividades na pequena “Carib Theatre”.